# Charlie Austin
Charles Austin (ur. 5 lipca 1989) – angielski piłkarz, występujący na pozycji napastnika w Queens Park Rangers.

## Życie prywatne
Jego partnerką jest Bianca Parker, z którą ma córkę urodzoną w sierpniu 2012 r.

## Kariera klubowa
Urodzony w Hungerford zaczął trenować z drużyną juniorów, ale został zwolniony ze szkółki, ponieważ stwierdzono, że jak na swój wiek jest nie zdolny do gry. Później grał w drużynie Kintbury Rangers. W 27 występach zdobył 20 bramek. Zagrał w klubie ze swojego rodzinnego miasta w sezonie 2007-2008. W 2008r. przeniósł się do Thatcham Town, jednak w tym klubie nie zagrał ani razu. Potem przeniósł się do półprofesjonalnego zespołu Poole Town. Jednocześnie pracował jako murarz. W sezonie 2008-2009 zdobył 46 goli w 46 meczach jakich rozegrał dla swojej drużyny. Austin przed sezonem 2009-2010 przygotowania spędził z występującym wówczas w League Two AFC Bournemouth. Menedżer Wisienek Eddie Howe chciał podpisać kontrakt z zawodnikiem, jednak do takiej transakcji nie doszło. Austin nadal kontynuował grę w Poole Town. Na początku sezonu w 11 meczach zdobył 18 bramek.

### Swindon Town
We wrześniu 2009 roku Austin podpisał kontrakt z drużyną rezerw Swindon Town. Skauci drużyny byli pod wrażeniem umiejętności napastnika, który w swoim pierwszym meczu ze Swansea zdobył hat-tricka. Po tym meczu podpisano z nim kontrakt z pierwszą drużyną. Zadebiutował 6 października w zremisowanym meczu 1-1 z Exeter, wchodząc na boisku w 88 minucie meczu. 21 listopada zdobył swoją pierwszą bramkę dla drużyny już w 3 minucie meczu. Trzy dni później ponownie trafił do siatki w meczu z Huddersfield Town. W swoim pierwszym sezonie w profesjonalnej drużynie zdobył 20 bramek w 32 występach, biorąc pod uwagę wszystkie rozgrywki. W sezonie 2010-2011 w 27 meczach strzelił 17 goli, co przykuło uwagę drużyn występujących w Championship. Drużyna nie chciała pozbywać się gracza, jednak ten sam poprosił klub o transfer. Tydzień później pojawiła się oferta Ipswich Town, która została przyjęta. Austin nie podpisał jednak kontraktu, ponieważ nie udało się ustalić warunków osobistych.

### Burnley

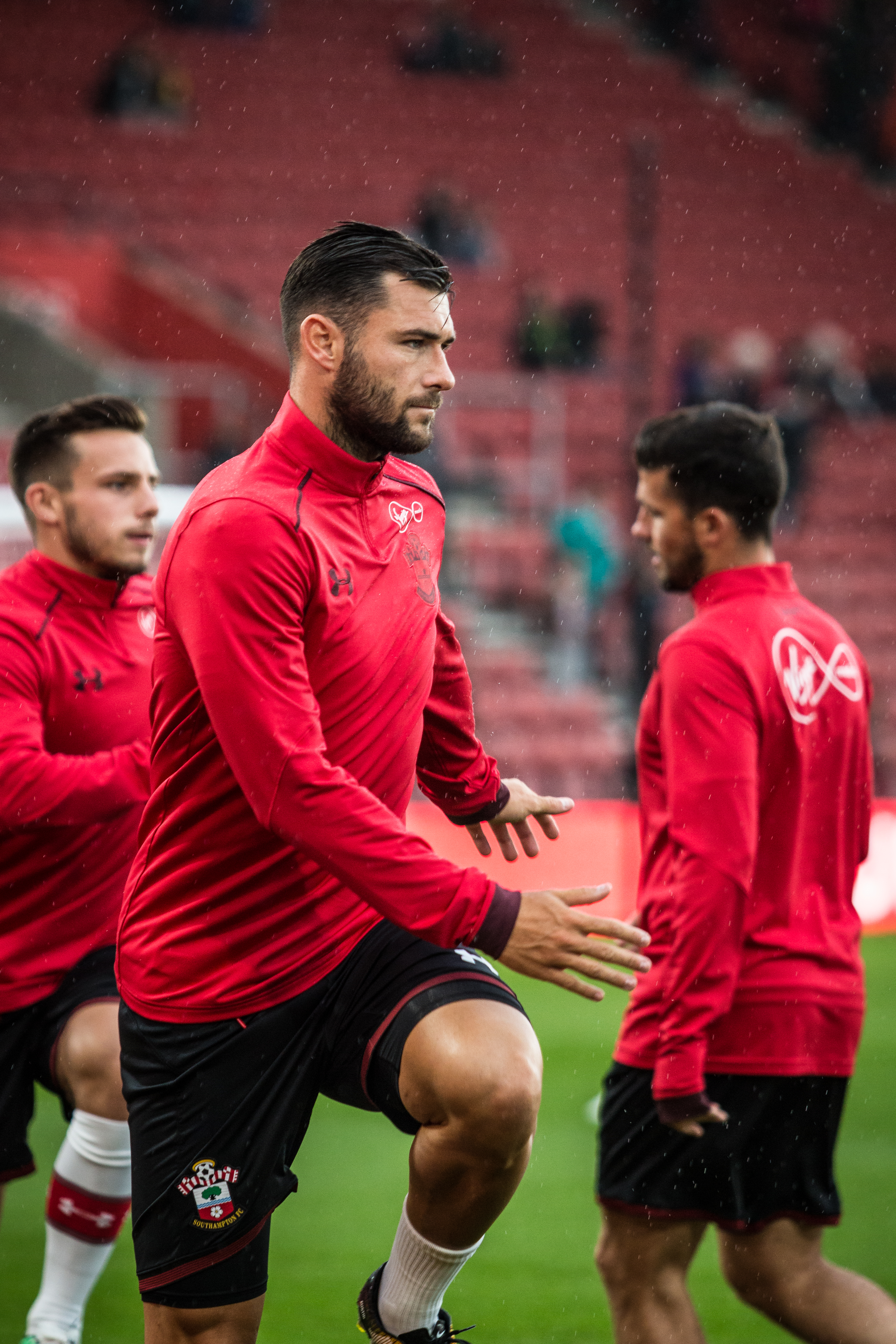
Austin podczas rozgrzewki przed meczem z Augsburgiem

W dniu 28 stycznia 2011 r. Austin podpisał kontrakt z Burnley, który obowiązywał go przez trzy i pół roku. Zadebiutował 1 lutego w przegranym meczu z Doncaster Rovers. W swoim debiutanckim sezonie zdobył 16 bramek i został najlepszym strzelcem dla swojej drużyny w rozgrywkach ligowych. 23 października 2012 r. zdobył dwie bramki w zwycięskim starciu z Bristol City, a następnie wyrównał rekord klubu strzelając bramkę w ośmiu kolejnych meczach, który należał do Raya Pointera. 6 listopada ustanowił kolejny rekord Burnley, zdobywając 20 bramek w pierwszych 17 meczach. Wcześniejszy rekord należał do Berta Freemana (20 bramek w 19 meczach). Stał się drugim zawodnikiem, który strzelił 20 bramek przed końcem listopada.

### Queens Park Rangers
1 sierpnia 2013 r. Austin przeniósł się do Queens Park Rangers. Napastnik podpisał 3-letni kontrakt, a kwota transferu nie została ujawniona. 6 sierpnia zdobył debiutancką bramkę dla Rangersów w meczu o Puchar Ligi z Exeter. Pierwszego gola w lidze dla nowej drużyny strzelił w zwycięskim spotkaniu z Birmingham City. Miał on wielki udział przy awansie drużyny do Premier League. Został najlepszym strzelcem swojej drużyny w ligowych meczach, a także zdobył dwie bramki w spotkaniu z Wigan Athletic w półfinale play-off o awans do Premiership. Sezon zakończył z 20 trafieniami na koncie. 30 sierpnia 2014 r. zdobył swoją pierwszą bramkę w najwyższej klasie rozgrywek. Przyczynił się wówczas do zwycięstwa swojej drużyny nad zespołem Sunderlandu. 6 grudnia zdobył bramkę przeciwko swojemu byłemu klubowi Burnley, ale został wyrzucony z boiska za drugą żółtą kartkę. 20 grudnia popisał się hat-trickiem w spotkaniu przeciwko West Bromwich Albion. Jego 18 trafień na najwyższym poziomie ligowym nie pomogły jednak utrzymać się Queens Park. 
Po bardzo dobrym sezonie przykuł uwagę drużyn z Premier League. Ostatecznie do transferu nie doszło, bowiem żaden z klubów nie chciał wyłożyć sumy ok. 20 mln funtów. 

### Southampton
16 stycznia 2016 r. Austin przeszedł do Southampton za kwotę 4 mln funtów. Pierwszego gola zdobył już w debiucie na Old Trafford z Manchesterem United. W sezonie 2016/17 Austin stał się podstawowym napastnikiem Świętych po tym, jak z klubu odeszli Graziano Pellè i Sadio Mané. 15 września zdobył swoje pierwsze bramki w rozgrywkach międzynarodowych. Był to mecz ze Spartą Praga zakończony wynikiem 3-0. W grudniu podczas ostatniego meczu grupowego doznał poważnej kontuzji biodra, która uniemożliwiła mu grę do końca sezonu. Sezon zakończył z dorobkiem sześciu goli w Premier League, a łącznie zdobył dziewięć bramek.
W latach 2019–2021 był zawodnikiem West Bromwich Albion, a w 2021 wrócił do Queens Park Rangers.

## Kariera reprezentacyjna
W dniu 21 maja 2015 r. po raz pierwszy w karierze został powołany do dorosłej reprezentacji Anglii. Został także powołany na mecz kwalifikacyjny do Euro 2016 przeciwko Słowenii.

## Statystyki kariery
| Sezon   | Klub                 | Kraj   | Rozgrywki        | Mecze | Bramki |
| ------- | -------------------- | ------ | ---------------- | ----- | ------ |
| 2009/10 | Swindon Town         | Anglia | League One       | 33    | 19     |
| 2010/11 | Swindon Town         | Anglia | League One       | 21    | 12     |
| 2010/11 | Burnley              | Anglia | Championship     | 4     | 0      |
| 2011/12 | Burnley              | Anglia | Championship     | 41    | 16     |
| 2012/13 | Burnley              | Anglia | Championship     | 37    | 25     |
| 2013/14 | Queens Park Rangers  | Anglia | Championship     | 31    | 17     |
| 2014/15 | Queens Park Rangers  | Anglia | Premier League   | 35    | 18     |
| 2015/16 | Queens Park Rangers  | Anglia | Championship     | 16    | 10     |
| 2015/16 | Southampton          | Anglia | Premier League   | 7     | 1      |
| 2016/17 | Southampton          | Anglia | Premier League   | 15    | 6      |
| 2017/18 | Southampton          | Anglia | Premier League   | 24    | 7      |
| 2018/19 | Southampton          | Anglia | Premier League   | 25    | 2      |
| 2019/20 | West Bromwich Albion | Anglia | EFL Championship | 34    | 10     |
| 2020/21 | West Bromwich Albion | Anglia | Premier League   | 5     | 0      |
| 2020/21 | Queens Park Rangers  | Anglia | EFL Championship | 21    | 8      |

## Sukcesy

### klubowe
Queens Park Rangers
- Mistrzostwo Championship: 2013/14

Southampton
- Finalista Pucharu Ligi Angielskiej: 2016/2017

### Indywidualne
- Premier League Player of the Month: Grudzień 2014